# Boja znakowa (rybołówstwo morskie)

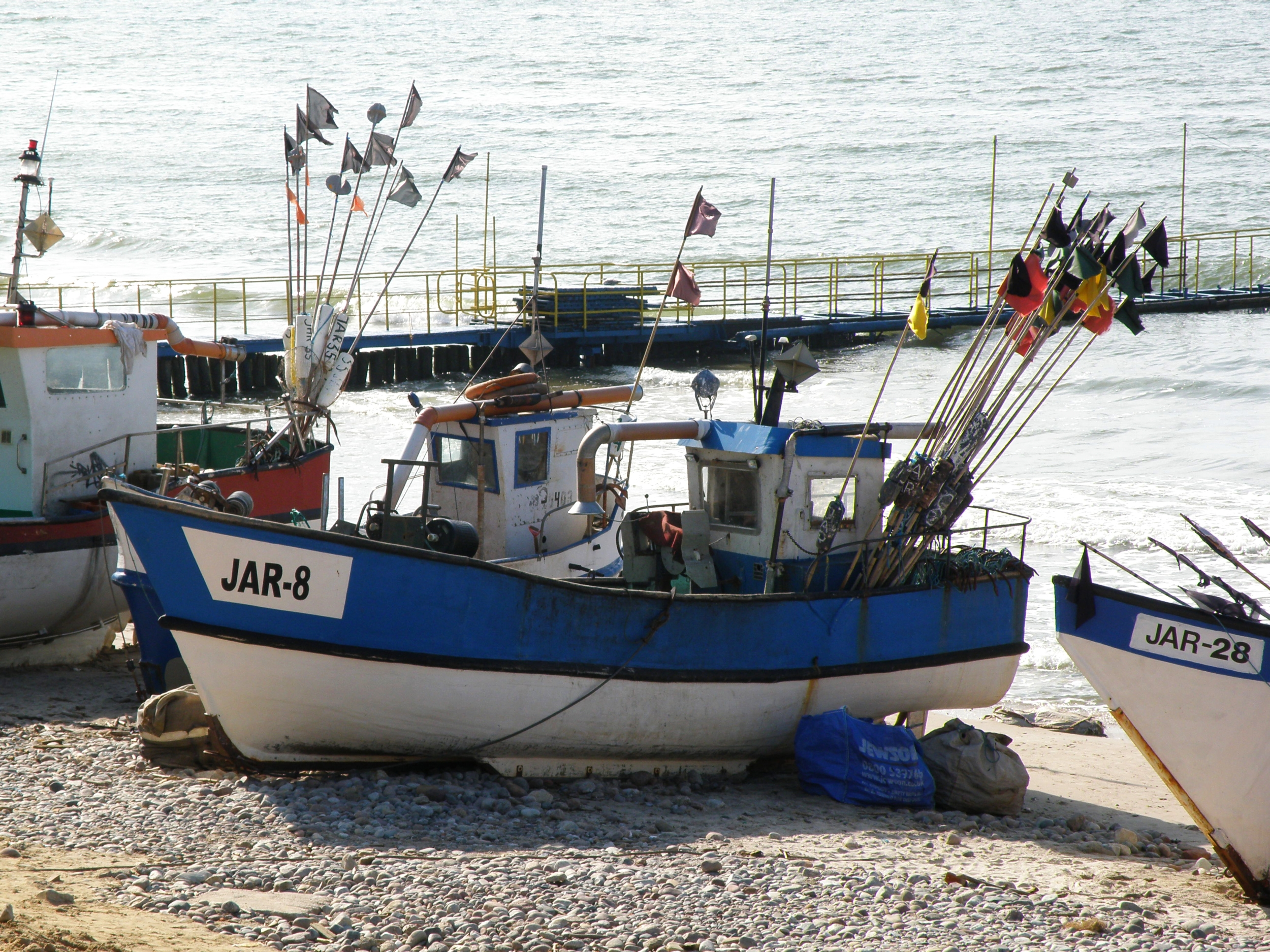
Jarosławiec, kuter rybacki z bojami znakowymi.

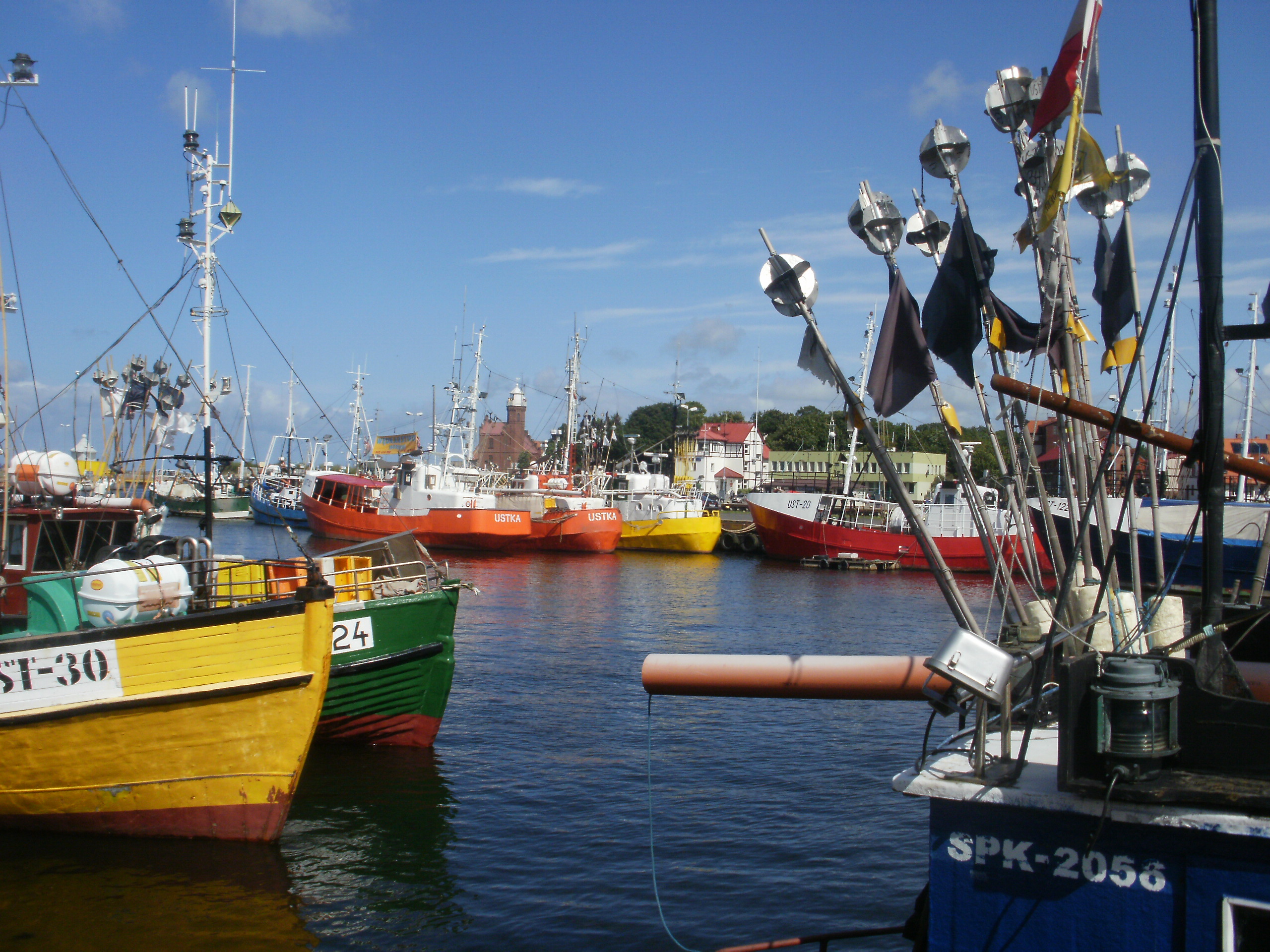
Ustka, boje znakowe na kutrze rybackim.

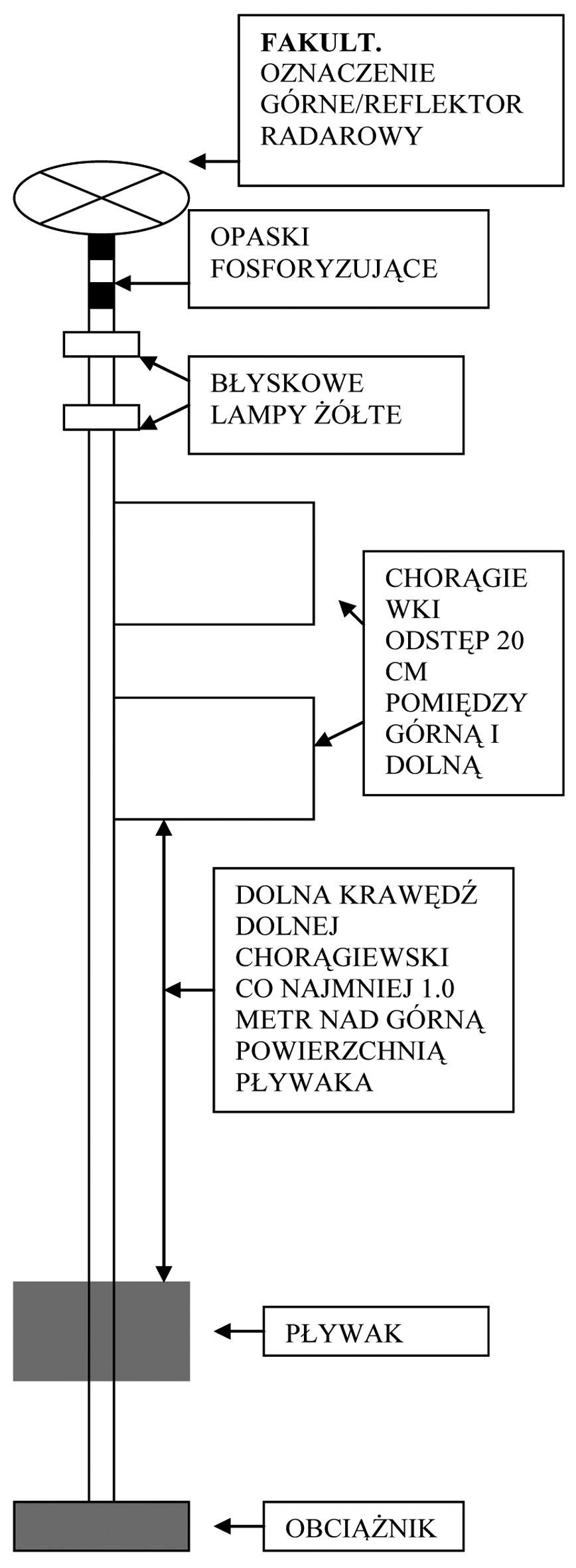
Ogólna budowa boi znakowej.

Boja znakowa (w rybołówstwie morskim), preka – bojka z  tyczką wyposażoną m.in. w jedną lub dwie, rzadziej trzy chorągiewki, używana przez rybaków do oznakowania narzędzi połowowych biernych, na przykład zastawionych sieci czy takli. Z powodu zwieńczenia kawałkiem materiału znana również jako sztenderek.

## Oznaczane narzędzia połowowe
Boje znakowe służą do oznakowania narzędzi połowowych nie wymagających czynnego ruchu podczas prowadzenia połowu (narzędzi biernych). Inaczej mówiąc innych niż ciągnione lub włóczone. Są to na przykład narzędzia połowowe:
- usidlające lub oplątujące[6] (oplatające[1]), np. nety[6][2][3], mance[6][2], drygawice[1][6], wontony[6]
- pułapkowe, np. żaki, mieroże[6][2], niewody[2] stawne[6], alhamy, klatki do połowu dorsza[6]
- haczykowe, np. sznury haczykowe stawne, sznury haczykowe dryfujące[6] (takle[2][1][6])

## Budowa boi znakowej
W skład boi znakowej wchodzą:
- bojka[6] (pływak[1])
- obciążnik[1]
- tyczka[6] wyposażona w:
  - 1 lub 2, rzadziej 3 chorągiewki[1][6]. Kolory:
    - czerwony - zestawy wystawione przy powierzchni wody
    - czarny - głównie zestawy wystawione przy dnie
    - biały - bojki pośrednie (tzn. nie na końcach zestawu), na ogół
    - pomarańczowy - na zachodnich wodach wewnętrznych, niektóre narzędzia połowowe
    - dowolny - na wschodnich wodach wewnętrznych, niektóre narzędzia połowowe, jedna z dwóch chorągiewek

  - 1 lub 2 pasy taśmy odblaskowej[6] (opaski fosforyzujące[1]), prawie zawsze[6]
  - znak topowy z pasem taśmy odblaskowej lub reflektorem radarowym[6] (oznaczenie górne / reflektor radarowy[1]) – fakultatywnie[1][6]
  - 1 lub 2 latarnie[6] (błyskowe lampy żółte[1]) – fakultatywnie, w nocy[6]

Na zachodnich wodach wewnętrznych niektóre narzędzia połowowe bierne są oznaczane tylko pływakami, a nie bojami znakowymi.
Narzędzia połowowe oznaczane są oznaką rybacką. Narzędzia bierne zwykle na pływakach (w przypadku sieci) i na bojkach lub tyczkach.
Sposób oznaczania narzędzi połowowych jest regulowany szczegółowo przez odpowiednie rozporządzenie.

## Preka (sztenderek)
Na Kaszubach pływak z tyczką zakończoną chorągiewką był znany pod nazwami preka, znak, a powodu zwieńczenia kawałkiem materiału również jako sztenderek (sztandarek, stender). Terminy preka i sztenderek wciąż są używane w odniesieniu do opisanej w tym artykule boi sygnałowej.
Preka miała chorągiewkę czerwoną lub czarną. Zamiast płótna mogła mieć skórę lub rózgę, a na noc latarnię. Według niektórych źródeł chorągiewkę zastępował zwykle pierwszy lepszy łachman. Preka (proeka) w ścisłym tego słowa znaczeniu to sama tyczka (tyka), kijek, drążek. Była ona wykonana z lekkiego drewna, zwykle wierzbowego. Odpowiednikiem bojki (pływakiem) był tutaj korek. Termin pływak jest stosowany w literaturze również w odniesieniu do całej preki. Preka od spodu obciążona była kamieniami lub łańcuchami. Miała też „merk”, czyli wyrżnięty nożem znak rybaka. Preki były stosowane do oznaczania miejsc zastawienia sieci. Niektórzy podają, że net, czyli sieci flądrowych, jeszcze inni że manc, czyli sieci szprotowych lub śledziowych.
Preki były używane też do oznaczania  pływających narzędzi haczykowych znanych jako takle (kaszub. tôklë) łososiowe. Najpierw były stosowane takle stojące, potem pojawiły się tańsze i wydajniejsze dryfujące. W skład takli stojących wchodziły jednak wyłącznie pływaki inne niż preka i według niektórych źródeł termin takle obejmował tutaj same haczyki używane do połowu łososia, a nie cały zestaw.